# Aymery Guénaud
Aymery Guénaud ou Aimery Guenand (Amauricus) est un prélat français, évêque d'Auxerre puis archevêque de Rouen.

## Famille
Aymery est issu d'une famille noble du Poitou selon les uns, de Touraine selon d'autres. Les Guénaud sont seigneurs de La Celle-Guenand et des Bordes, près du Blanc (Poitou). Son frère Jolain est chanoine de Tours et de Rouen, et maître des Eaux et Forêts.

## Biographie
Il est professeur de lois avant d'entrer au conseil du roi.
En 1316, il devient chanoine de la cathédrale de Tours. Puis il prend service chez Philippe de Valois (roi 1328-1350) comme maître des requêtes, probablement avant l'accession de ce dernier au trône.
Il est nommé trésorier de Saint-Frambourg de Senlis, puis prévôt d'Antoigné vers 1330.

### Épiscopat d'Auxerre
Après le départ en 1330 de son prédécesseur Talleyrand, le collège des cardinaux est divisé quant au remplacement de ce dernier sur le siège d'Auxerre. Certains d'entre eux veulent y installer Pierre de Mornay, ex-chancelier de France et doyen du moment à Saint-Martin de Tours. Voyant la division entre les cardinaux, le roi Philippe de Valois et son épouse Jeanne de Bourgogne demandent aux cardinaux de nommer Aymeric Guénaud. Ce dernier est donc nommé évêque d'Auxerre le samedi de la dernière semaine avant Noël, d'après Lebeuf, ce qui correspond au dernier samedi avant Noël 1331 ; ou le 24 janvier 1332 selon un autre. Les registres du Vatican indiquent qu'il n'a fait la cérémonie de prise de possession que le 19 janvier 1332.
Guénaud assiste comme élu d'Auxerre à l'assemblée de la chambre des comptes le 8 avril 1332,.
En 1334 il consacre le grand autel de la cathédrale Saint-Étienne d'Auxerre qu'il vient de faire achever, et en 1338 l'autel dit de la comtesse au fond du sanctuaire.
Pendant son temps à Auxerre le royaume est entre deux guerres : la guerre de Saint-Sardos qui se déroulait en Aquitaine s'est terminée en 1327 et les tensions politiques n'ont pas encore abouti au prochain conflit, la guerre de Cent Ans qui commence en 1337 et n'atteint pas la région d'Auxerre avant encore quelques années. Sous son épiscopat le diocèse est généralement marqué par la tranquillité. Guénaud est accommodant avec les communautés religieuses de son diocèse, ne les tracasse pas indûment et est attentif aux prérogatives des religieux. Le 1er septembre 1335 il reconnaît par écrit qu'il n'a pas logé et couché dans la maison des Chartreux à Basseville en vertu d'un quelconque droit de visite ; et que c'est par pure dévotion qu'en 1331 il a autorisé Pierre, patriarche de Jérusalem, de consacrer leur autel. Il s'en rapporte volontiers à des arbitres lorsqu'il s'agit de déterminer qui, de l'évêque ou du chapitre, a droit de juridiction sur les chanoines tortriers ou semi-prébendés, ; mais ayant été entre-temps transféré à Rouen, il parachève la validation de son approbation par un second acte d'acquiescement qu'il scelle de son sceau d'archevêque de Rouen, envoyé deux mois après depuis sa demeure de Pinterville.
Le seul conflit marquant est un grand procès avec le prieur de Bonny, dont l'établissement dépend du monastère de La Charité-sur-Loire. Ce prieur est Guillaume de Sainte-Maure, chancelier de France (1329-1335), et son officier le prévôt de Bonny a fait pendre deux moines passant sur la route - ce qui est contraire aux privilèges de l’Église. Guénaud, outragé, va jusqu'à envoyer en Angleterre deux Auxerrois dont un nommé Boutevillain pour s'assurer que les deux morts sont bien clercs. Ce point étant ainsi attesté, Guénaud obtient justice au parlement.
Cet épisode désagréable ne brouille pas ses relations avec Sainte-Maure (qui est aussi doyen de Saint-Gatien et de Saint-Martin de Tours), puisque ce dernier le choisit comme exécuteur testamentaire le mois de sa mort en janvier 1335 avec le cellerier de La Charité. Guénaud appose son sceau au testament de Sainte-Maure le 9 novembre 1338, alors qu'il réside à son château de Beauretour (paroisse de Charbuy à 11 km au nord-est d'Auxerre).
Le château de Régennes, grand et ancien domaine de l'évêché, hérité de saint Germain (év. 418-448) et à l'origine du village d'Appoigny à 12 km au nord d'Auxerre, se voit qualifier d'hospice dans une sentence arbitrale du 23 février 1338 (celle répondant à fla question de juridiction sur les chanoines tortriers), « quoique plusieurs siècles auparavant ce fut un château très fort » ; les bâtiments se sont donc dégradés depuis les aménagements de Guy de Mello (62e évêque d'Auxerre 1247-1269), sans que l'on en connaisse la cause. Guénaud se plaît toutefois assez à Régennes pour doter le lieu d'une première garenne.

### Épiscopat de Rouen
Le 15 février 1339, le pape Benoît XI le transfère à l'archevêché de Rouen. Le pallium lui est remis par Philippe de Melun, archevêque de Sens et Jean de Meulan, évêque de Meaux le 12 avril 1339. Il prend possession par procureur durant le mois. Il bénit Renaud du Quesnay, nouvel abbé de l'abbaye Saint-Ouen à Rouen et successeur de Marc-d'Argent.
Probablement malade, il ne préside pas le concile provincial tenu à Rouen en décembre 1342. Il meurt le 17 janvier 1343 au manoir archiépiscopal de Pinterville. Il est inhumé dans la chapelle de la Vierge de la cathédrale de Rouen.

## Héraldique
Ses armes sont : d'or, à la fasce fuselée de gueules, brochante sur une croix haute du même.